# サティニー

サティニーの紋章

サティニー Satignyはスイス連邦・ジュネーヴ州の西部、ローヌ川右岸に位置する基礎自治体（コミューン）。ジュネーヴ州のダルダニー、メイラン、リュッサン、ヴェルニエ、ローヌ川をはさんでエル＝ラ＝ヴィル、ベルネのコミューン、フランス・アン県との国境に囲まれている。
スイスで最大のワイン生産コミューンである。

## データ
- 面積:10.08 km²
- 人口:3083人(2008年1月)